# VII каденція Галицького сейму
7-ма каденція Галицького сейму тривала з 1895 до 1901 року, засідання відбувалися у Львові.

## Склад

### Вірилісти
- Северин Моравський — львівський римо-католицький архиєпископ (помер у 1900, його місце від VI сесії зайняв єпископ Юзеф Більчевський)
- Сильвестр Сембратович — львівський греко-католицький архиєпископ (склав повноваження віце-маршалка 28 грудня 1897, помер у 1898, його місце зайняв адміністратор архиєпархії Андрій Білецький)
- Ізаак Миколай Ісакович — львівський вірмено-католицький архиєпископ (помер у 1901, його місце зайняв адміністратор архиєпархії Якуб Мошоро)
- Лукаш Солецький — перемиський римо-католицький єпископ (помер у 1900, його місце зайняв Йосиф Себастьян Пельчар)
- Ігнацій Лобош — тарновський римо-католицький єпископ (помер у 1900, його місце зайняв спочатку Станіслав Вальчинський, а з 1901 Леон Валенґа)
- Ян Пузина — краківський римо-католицький єпископ
- Юліан Пелеш — перемиський греко-католицький єпископ (помер у 1896, його місце зайняв Костянтин Чехович)
- Юліан Сас-Куїловський — станіславський греко-католицький єпископ (помер у 1896, його місце зайняв Андрей Шептицький, а з 1901 адміністратор єпархії Василь Фацієвич)

Ректори Львівського університету (займали місця, якщо в час їх річної каденції випадала сесія Сейму):
- Освальд Бальцер (1895)
- о. Йосиф Комарницький (1896)
- Антоній Реман (1897)
- Генрик Кадий (1899)
- Владислав Абрагам (1899)
- Броніслав Кручкевич (1900-1901)

Ректори Ягеллонського університету (займали місця, якщо в час їх річної каденції випадала сесія Сейму):
- Станіслав Смолька (1895)
- Фелікс Кройц (1896)
- Владислав Кнапінський (1897)
- Юзеф Клєчинський (1898)
- Станіслав Тарновський (1899)
- Мацей Якубовський (1900-1901)

З VI сесії додались:
- Ректор Львівської Політехніки Стефан Нементовський
- Президент Академії знань у Кракові Станіслав Тарновський

### Обрані посли

#### І курія
- 1. Краківська округа:
  - Казимир Фелікс Бадені
  - Міхал Бобжинський
  - Пйотр Ґурський
  - Станіслав Мадейський
  - Францішек Пашковський
  - Станіслав Тарновський
- 2. Бережанська округа: 
  - Юзеф Верещинський
  - Еміль Торосевич (помер у 1901, на його місце в лютому 1901 обраний Станіслав Вибрановський)
  - Мечислав Онишкевич
- 3. Перемишльська округа:
  - Зигмунд Дембовський (помер невдовзі після обрання, на його місце обраний Владислав Чайковський)
  - Володимир Козловський
  - Стефан Замойський (помер у 1899, на його місце обраний Владислав Країнський)
- 4. Золочівська округа: 
  - Альфред Стецький (помер у 1901, на його місце обраний Владислав Гнєвош)
  - Оскар Шнелль
  - Вінцентій Гноїнський
- 5. Чортківська округа:
  - Броніслав Городиський (помер після І сесії в 1896, на його місце 30 жовтня 1896 обраний Казімєж Городиський)
  - Владислав Чайковський
  - Володимир Семигиновський
- 6. Тарновська округа:
  - Юзеф Менцинський
  - Францішек Мицельський (склав мандат у 1898, на його місце у 30 листопада 1899 обраний Ян Гупка)
  - Мечислав Рей (склав мандат у 1899, на його місце 22 грудня 1899 обраний Стефан Сенковський)
- 7. Тернопільська округа:
  - Жан Вів'єн де Шатобрун
  - Евстахій Заґурзький
  - Леон Пінінський
- 8. Сяніцька округа:
  - Ян Тшецецький
  - Станіслав Гнєвош
  - Ян Урбанський
- 9. Самбірська округа:
  - Станіслав Незабітовський
  - Альбін Райський
  - Тадеуш Скалковський
- 10. Жовківська округа:
  - Вінцентій Країнський
  - Здіслав Обертинський (склав мандат, на його місце 11 листопада 1897 обраний Станіслав Бялоскурський)
  - Станіслав Поляновський (помер у 1898, на його місце 30 листопада 1898 обраний Анджей Любомирський)
- 11. Санчівська округа:
  - Тадеуш Пілат) (склав мандат, обраний повторно 31 серпня 1897)
  - Густав Ромер
- 12. Ряшівська округа:
  - Едвард Єнджейович (склав мандат, на його місце 7 лютого 1899 обраний Станіслав Домбський)
  - Кароль Шіпіо дель Кампо
- 13. Стрийська округа:
  - Клеменс Дідушицький
  - Францішек Розвадовський
- 14. Станиславівська округа:
  - Войцех Дідушицький
  - Станіслав Брикчинський
- 15. Коломийська округа:
  - Миколай Кшиштофович
  - Станіслав Дідушицький
- 16. Львівська округа:
  - Давид Абрагамович

#### ІІ курія
- Здіслав Мархвицький (Львівська палата)
- Арнольд Рапапорт (Краківська палата)
- Натан Левенштайн (Бродівська палата)

#### ІІІ курія
- 1. Округ Львів:
  - Францішек Смолька (помер у 1899, на його місце 8 березня 1900 обраний Леонард П'єтак)
  - Тадеуш Романович)
  - Міхал Міхальський
  - Бернард Ґольдман (помер у 1901)
- 2. Округ Краків:
  - Генрик Йордан
  - Фердинанд Вайґель
  - Ян Роттер
- 3. Округ Перемишль:
  - Александер Дворський
- 4. Округ Станиславів:
  - Леон Білінський
- 5. Округ Тернопіль:
  - Фелікс Погорецький (бургомістр) (помер у 1896, на його місце 1 червня 1896 обраний Едвард Ріттнер, який помер у 1899, на його місце 21 листопада 1899 обраний Еміль Міхаловський)
- 6. Округ Броди:
  - Октав Сала
- 7. Округ Ярослав:
  - Владислав Ягль
- 8. Округ Дрогобич:
  - Леонард Віснєвський
- 9. Округ Бяла:
  - Ян Роснер (склав мандат, на його місце 28 лютого 1898 обраний Вільгельм Біндер)
- 10. Округ Новий Санч:
  - Юліан Дунаєвський
- 11. Округ Тарнув:
  - Адольф Вайгінґер
- 12. Округ Ряшів:
  - Ян Погоновський (склав мандат, на його місце 31 серпня 1897 обраний Станіслав Яблонський)
- 13. Округ Самбір:
  - Людвік Слотвинський
- 14. Округ Стрий:
  - Філіп Фрухтман
- 15. Округ Коломия:
  - Станіслав Щепановський (склав мандат, на його місце 27 листопада 1899 обраний Станіслав Казімєж Вітославський)

На підставі закону від 18 березня 1900 додано 5 округів, з яких посли з'явилися щойно на VI сесії в 1900-1901 роках.
- 16. Округ Подґуже-Величка:
  - Францішек Мариєвський
- 17. Округ Бохня-Вадовиці:
  - Фердинанд Майсс
- 18. Округ Горлиці-Ясло:
  - Зигмунт Яворський
- 19. Округ Сянік-Кросно:
  - Ян Кантій Юґендфайн
- 20. Округ Бережани-Золочів:
  - Станіслав Шетцель

#### IV курія
1. Округ Львів — Теофіл Мерунович
2. Округ Городок — Адольф Бруницький
3. Округ Бережани — Генрик Шеліський
4. Округ Бібрка — Вітольд Незабітовський
5. Округ Рогатин — Миколай Торосевич
6. Округ Підгайці — Дем'ян Савчак
7. Округ Заліщики — Антоній Хамєц
8. Округ Борщів — Мечислав Дунін-Борковський
9. Округ Чортків — Станіслав Рудроф
10. Округ Гусятин — Адам Ґолуховський
11. Округ Коломия — Теофіл Окуневський
12. Округ Городенка — Антоній Теодорович
13. Округ Косів — Філіп Залєський
14. Округ Снятин — о. Кирило Гаморак
15. Округ Перемишль — Степан Новаківський
16. Округ Ярослав — Єжи Чарторийський
17. Округ Яворів — Іван Кантій Шептицький
18. Округ Мостиська — Станіслав Стадницький
19. Округ Самбір — Фелікс Созанський
20. Округ Турка — Броніслав Осуховський
21. Округ Дрогобич — Ксенофонт Охримович
22. Округ Рудки — Леон Яклінський
23. Округ Старий Самбір — Казімєж Бєлянський
24. Округ Сянік — Ян Дуклян Слонецький (помер у 1896, на його місце 30 жовтня 1896 обраний Ґжеґож Мілян)
25. Округ Лісько — Юзеф Віктор (помер у 1896, на його місце 30 листопада 1896 обраний Ігнацій Красіцький)
26. Округ Добромиль — Павел Тишковський
27. Округ Березів — Здіслав Скшинський
28. Округ Станиславів — Лазар Винничук
29. Округ Богородчани — Михайло Кульчицький
30. Округ Бучач — Артур Целецький)
31. Округ Надвірна — о. Корнило Мандичевський
32. Округ Тлумач — Тит Заячківський
33. Округ Стрий — Кароль Дідушицький
34. Округ Долина — о. Василь Небиловський
35. Округ Калуш — Каратницький Модест
36. Округ Жидачів — Кароль д'Абанкур (в 1901 на його місце обраний Євген Олесницький)
37. Округ Тернопіль — Юліуш Коритовський
38. Округ Скалат — Щенсний Козебродзький (в 1901 на його місце обраний Мечислав Пінінський)
39. Округ Збараж — Тадеуш Федорович (після відставки у 1896 на його місце обраний Дмитро Остапчук)
40. Округ Теребовля — Юліан Ольпінський
41. Округ Золочів — Аполінарій Яворський
42. Округ Броди — Олександр Барвінський
43. Округ Кам'янка Струмилова — Станіслав Бадені
44. Округ Перемишляни — Роман Альфред Марія Потоцький
45. Округ Жовква — Тадеуш Стажинський
46. Округ Сокаль — Анатоль Вахнянин
47. Округ Чесанів — Юліан Пузина
48. Округ Рава — Францішек Єнджейович (помер у 1899, на його місце 8 листопада 1899 обраний Владислав Ґурка)
49. Округ Краків — Францішек Войцік
50. Округ Хжанув — Анджей Казімєж Потоцький
51. Округ Бохня — Францішек Гошард (помер у 1899)
52. Округ Бжеско — Шимон Бернардзіковський
53. Округ Величка — Кароль Чеч де Ліндевальд
54. Округ Ясло — Ян Дата
55. Округ Горлиці — Адам Скжинський
56. Округ Кросно — Август Ґорайський
57. Округ Ряшів — Адам Єнджейович
58. Округ Кольбушова — Станіслав Єнджейович
59. Округ Ланьцут — Болеслав Жардецький
60. Округ Нисько — Клеменс Костайм
61. Округ Тарнобжег — Здіслав Тарновський
62. Округ Новий Санч — Станіслав Поточек
63. Округ Грибів — Едмунд Клеменсевич
64. Округ Новий Тарг — Тадеуш Островський-Ґолєєвськийський (склав мандат, на його місце 21 грудня 1898 обраний Юзеф Поповський)
65. Округ Ліманова — Антоній Водзицький
66. Округ Тарнув — Евстахій Станіслав Сангушко
67. Округ Домброва — Якуб Бойко
68. Округ Пільзно — Мацей Важеха
69. Округ Ропчице — Юзеф Міхаловський
70. Округ Мелець — Францішек Кремпа
71. Округ Вадовіце — Антоній Стила
72. Округ Бяла — Францішек Крамарчик
73. Округ Мисленіце — Анджей Среднявський
74. Округ Живець — Войцех Швед